# تیرپرسدورف

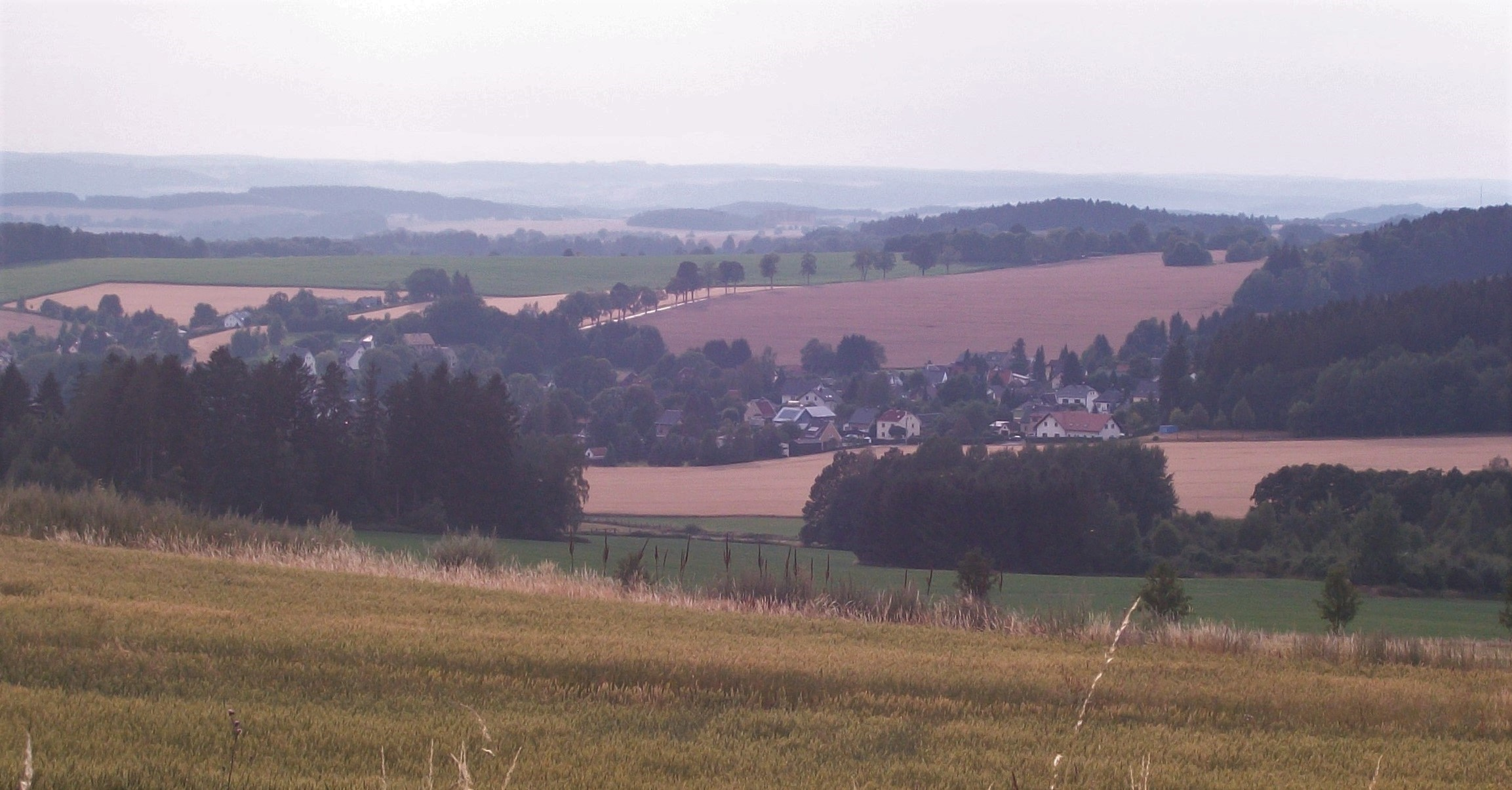
شهری کوهستانی در آلمان:)

تیرپرسدورف (به آلمانی: Tirpersdorf) یک شهر در آلمان است که در زاکسن واقع شده‌است. تیرپرسدورف ۱٬۴۹۲ نفر جمعیت دارد.